# Vandel
Denna artikel behandlar en ort i Danmark. För prövning av en persons levnadssätt, se Vandelsprövning.
Vandel är en ort på Sydjylland, sju kilometer öster om Billund och 22 kilometer väster om staden Vejle. Vandel ligger i Vejle kommun i Region Syddanmark. 
Vandel tillhör Randbøl Sogn och Randbøl Kirke ligger tre kilometer sydost om Vandel.

## Historia
Orten fick en järnvägsstation med Vejle-Vandel-Grindsted Jernbane, där den första etappen Vejle-Vandel stod klar 1897. År 1914 förlängdes den för att även trafikera sträckan Vandel-Grindsted. Järnvägen lades ned 1957 men stationshuset är bevarat.
I början av 1900-talet hade orten ett pensionat och en marknadsplats, med en marknad som var öppen mellan maj och oktober. I övrigt bestod Vandel endast av ett fåtal spridda gårdar, skola, krog, bageri och en telefonväxel.
Flyvestation Vandel, upprättades av den tyska försvarsmakten 1943, under namnet "Fliegerhorst Vejle". Efter ockupationen användes den sedan av flygvapnet fram till år 2003. 